# Lycia hirtarius
Lycia hirtarius là một loài bướm đêm trong họ Geometridae.